# Canoë-kayak aux Jeux panaméricains de 2019
Navigation
2015 2023
Les compétitions de canoë-kayak aux Jeux panaméricains de 2019 ont lieu du 27 juillet au 4 août 2019 à Lima, au Pérou.

## Médaillés

### Slalom
| C1 hommes         | Zachary Lokken (USA)  | Sebastian Rossi (ARG) | Felipe Borges (BRA)     |  |  |  |
| C1 femmes         | Ana Sátila (BRA)      | Lois Betteridge (CAN) | Michaela Corcoran (USA) |  |  |  |
|                   |                       |                       |                         |  |  |  |
| K1 hommes         | Pedro Gonçalves (BRA) | Lucas Rossi (ARG)     | Keenan Simpson (CAN)    |  |  |  |
| K1 femmes         | Evy Leibfarth (USA)   | Nadia Riquelme (ARG)  | Sofia Reinoso (MEX)     |  |  |  |
|                   |                       |                       |                         |  |  |  |
| K1 extrême hommes | Pedro Gonçalves (BRA) | Joshua Joseph (USA)   | Keenan Simpson (CAN)    |  |  |  |
| K1 extrême femmes | Ana Sátila (BRA)      | Evy Leibfarth (USA)   | Sofia Reinoso (MEX)     |  |  |  |

### Sprint
| C1 1 000 m hommes | Isaquias Queiroz (BRA)                                                             | Fernando Jorge (CUB)                                                       | Drew Hodges (CAN)                                                     |  |  |  |
| C2 1 000 m hommes | Cuba Serguey Torres Fernando Jorge                                                 | Canada Craig Spence Drew Hodges                                            | Mexique Guillermo Quirino Rigoberto Camilo                            |  |  |  |
|                   |                                                                                    |                                                                            |                                                                       |  |  |  |
| K1 200 m hommes   | Dominik Crête (CAN)                                                                | César de Cesare (ECU)                                                      | Rubén Rézola (ARG)                                                    |  |  |  |
| K1 1 000 m hommes | Agustín Vernice (ARG)                                                              | Marshall Hughes (CAN)                                                      | Vagner Souta (BRA)                                                    |  |  |  |
| K2 1 000 m hommes | Argentine Manuel Lascano Agustín Vernice                                           | Canada Jacob Steele Jarret Kenke                                           | Mexique Oabaldo Fuentes Mauricio Figueroa                             |  |  |  |
| K4 500 m hommes   | Argentine Manuel Lascano Juan Ignacio Cáceres Ezequiel Di Giacomo Gonzalo Carreras | Cuba Reinier Carrera Renier Mora Robert Benítez Fidel Antonio Vargas       | Mexique Javier López Juan Rodríguez Mauricio Figueroa Osbaldo Fuentes |  |  |  |
|                   |                                                                                    |                                                                            |                                                                       |  |  |  |
| C1 200 m femmes   | Nevin Harrison (USA)                                                               | María Mailliard (CHI)                                                      | Mayvihanet Borges (CUB)                                               |  |  |  |
| C2 500 m femmes   | Cuba Mayvihanet Borges Katherin Nuevo                                              | Chili Karen Roco María Mailliard                                           | Canada Anne Lavoie-Parent Rowan Hardy-Kavanagh                        |  |  |  |
|                   |                                                                                    |                                                                            |                                                                       |  |  |  |
| K1 200 m femmes   | Sabrina Ameghino (ARG)                                                             | Andréanne Langlois (CAN)                                                   | Beatriz Briones (MEX)                                                 |  |  |  |
| K1 500 m femmes   | Beatriz Briones (MEX)                                                              | Andréanne Langlois (CAN)                                                   | Ana Paula Vergutz (BRA)                                               |  |  |  |
| K2 500 m femmes   | Canada Andréanne Langlois Alanna Bray-Lougheed                                     | Argentine María Garro Brenda Rojas                                         | Mexique Beatriz Briones Karina Alanis                                 |  |  |  |
| K4 500 m femmes   | Canada Andréanne Langlois Alexa Irvin Alanna Bray-Lougheed Anna Negulic            | Mexique Beatriz Briones Karina Alanis Brenda Gutiérrez Maricela Montemayor | Argentine María Garro Micaela Maslein Brenda Rojas Sabrina Ameghino   |  |  |  |

## Tableau des médailles
| Rang | Nation     | Or | Argent | Bronze | Total |
| ---- | ---------- | -- | ------ | ------ | ----- |
| 1    | Brésil     | 5  | 0      | 3      | 8     |
| 2    | Argentine  | 4  | 4      | 2      | 10    |
| 3    | Canada     | 3  | 6      | 4      | 13    |
| 4    | États-Unis | 3  | 2      | 1      | 6     |
| 5    | Cuba       | 2  | 2      | 1      | 5     |
| 6    | Mexique    | 1  | 1      | 7      | 9     |
| 7    | Chili      | 0  | 2      | 0      | 2     |
| 8    | Équateur   | 0  | 1      | 0      | 1     |
|      | Total      | 18 | 18     | 18     | 54    |